# George Hyde
George Hyde, född 6 maj 1905, död 29 maj 1975, var en australisk friidrottare. Han deltog vid olympiska sommarspelen 1928.